# U-746
Unterseeboot 746 foi um submarino alemão do Tipo VIIC, pertencente a Kriegsmarine que atuou durante a Segunda Guerra Mundial.

## Comandantes
| Comandante          | Data                                          |
| ------------------- | --------------------------------------------- |
| Herbert Kaschke     | 16 de setembro de 1943 - 4 de janeiro de 1944 |
| Oblt. Ernst Lottner | 5 de janeiro de 1944 - 5 de maio de 1945      |

## Subordinação
Durante o seu tempo de serviço, esteve subordinado às seguintes flotilhas:
| Período                                         | Flotilha                                      |
| ----------------------------------------------- | --------------------------------------------- |
| 1 de setembro de 1943 - 28 de fevereiro de 1945 | 21. Unterseebootsflottille (submarino escola) |
| 1 de março de 1945 - 5 de maio de 1945          | 31. Unterseebootsflottille (treinamento)      |